# Khiladiyon Ka Khiladi
Khiladiyon Ka Khiladi è un film del 1996 diretto da Umesh Mehra.